# ブルー・マウンテン峰
ブルー・マウンテン・ピーク (Blue Mountain Peak) は、ジャマイカにある最高峰の山で、標高2,256 メートル (7,402 ft)。山はブルー・マウンテン・コーヒーの生産地であり、旅行先としても有名である。ブルー・マウンテン・ピークは、ドミニカ共和国のドゥアルテ山に次いでカリブ海で2番目に高い山である。山は、ジャマイカのポートランド教区とセント・トーマス教区の境界に位置する。
ブルー・マウンテンは、多くの人によりハイカーとキャンパーの楽園と考えられている。一般的なブルー・マウンテンへの登山は、7マイル (10 km) のハイキングであり、3,000フィート (1,000 m) 上昇する。ジャマイカ人は日の出に頂上へ到達することを好む。従って、3-4時間のハイキングは、通常暗い中行われる。朝は晴れていることが多いため、遠方にキューバを眺めることができる。ブルー・マウンテンで見られる植物のうちの数種は、世界中の他の場所で見ることができない。それらには矮小種が含まれる。この種の植物は、主に成長を妨げる寒冷気候に生息する。頂上近くには、クラバーティ・コテージやハグレー・ギャップの小さなコーヒー農村がある。